# Türkiskehl-Höschenkolibri
Der Türkiskehl-Höschenkolibri (Eriocnemis godini), auch als Türkisschneehöschen bezeichnet, ist eine vermutlich ausgestorbene Kolibriart aus der Gattung der Wollhöschen.  Der Bestand wird von der IUCN als „vom Aussterben bedroht – möglicherweise ausgestorben“ (critically endangered –  possibly extinct) eingeschätzt.

## Beschreibung
Der Türkiskehl-Höschenkolibri erreichte eine Länge von 10 bis 11 Zentimetern. Das Gefieder war bei den Männchen überwiegend grün gefärbt mit einer violett-blauen Kehle. Beide Geschlechter besaßen violett-blaue Unterschwanzdecken und einen geraden schwarzen Schnabel. Die Oberseite und der größte Teil der Unterseite schimmerte bei den Männchen goldgrün. Hinterteil und Oberschwanzdecken waren bläulich grün gefärbt. Die Kehle wies eine blasse violettblaue Tönung auf und der gegabelte Schwanz war bläulich schwarz. Bei den Weibchen fehlte die Kehlzeichnung, das Gefieder war weniger hell und der Bauch hatte eine intensivere Goldfärbung. Wie bei allen Wollhöschen waren die Beine mit geplusterten weißen Federbüscheln bedeckt.

## Verbreitung
Der Türkiskehl-Höschenkolibri war in Ecuador am Guayllabamba südlich von Perucho in der Pichincha-Provinz im Norden des Landes verbreitet. Zwei weitere Exemplare stammen vermutlich aus Pasto in der südlichen Nariño-Provinz in Kolumbien.

## Status
Die IUCN stuft die Art in die Kategorie „vom Aussterben bedroht“ (critically endangered) mit dem Zusatz „möglicherweise ausgestorben“ (possibly extinct) ein. Dieser Kolibri ist nur in sechs Exemplaren bekannt, die im 19. Jahrhundert gefunden wurden. Vier stammen aus Ecuador und zwei Bälge wurden im kolumbianischen Bogotá erworben. Das Buschland in seiner ursprünglichen Heimat im Guayllabamba-Tal ist komplett zerstört. Nach einer unbestätigten Sichtung im Jahre 1976 gab es 1980 und 2004–2005 intensive Suchen, die jedoch kein Ergebnis brachten.

## Etymologie und Forschungsgeschichte
Das Typusexemplar des Türkiskehl-Höschenkolibri stammte aus den Schluchten des Guayllabamba-Tals und wurde von Jules Bourcier bei seiner Rückkehr aus Ecuador mitgebracht. Bourcier beschrieb die Art unter dem Namen Trochilus Godini. Später wurde sie der Gattung Eriocnemis zugeordnet. Dieser Name leitet sich von den griechischen Wörtern ἔριον érion für „Wolle“ und κνημίς knēmī́s für „Manschette, Beinschiene“ ab. Da der Autor im gleichen Artikel Trochilus Bougueri und Trochilus Condamini beschrieb, ist das Artepitheton sehr wahrscheinlich Louis Godin (1704–1760) gewidmet, der gemeinsam mit Pierre Bouguer (1698–1758) und Charles Marie de La Condamine (1701–1774) zwischen 1735 und 1744 bei einer Expedition ins Vizekönigreich Peru unterwegs war.